# کارلوس کلرک
کارلوس کلرک (انگلیسی: Carlos Clerc؛ زادهٔ ۲۱ فوریهٔ ۱۹۹۲) بازیکن فوتبال اهل اسپانیا است.
از باشگاه‌هایی که در آن بازی کرده‌است می‌توان به باشگاه فوتبال سابادل، باشگاه فوتبال ژیرونا، و باشگاه فوتبال اسپانیول اشاره کرد.